# Eleição municipal de Santos em 1984
A eleição municipal de Santos em 1984 ocorreu em 3 de junho de 1984. O prefeito titular era Paulo Gomes Barbosa do PDS. Oswaldo Justo do PMDB elegeu-se prefeito em turno único.

## Resultado da eleição para prefeito

### Primeiro turno
| Candidatos a prefeito                | Número | Coligação | Votação | Percentual |
| ------------------------------------ | ------ | --------- | ------- | ---------- |
| Oswaldo Justo PMDB                   | n/d    | PMDB      | 78.413  | 35,25%     |
| Rubens Lara PMDB                     | n/d    | PMDB      | 54.049  | 24,30%     |
| Telma de Souza PT                    | n/d    | PT        | 34.252  | 15,40%     |
| Eduardo Castilho Salvador PMDB       | n/d    | PMDB      | 9.351   | 4,20%      |
| Nobel de Oliveira PT                 | n/d    | PMDB      | 6.631   | 2,98%      |
| Jesse d'Assunção Rebello de Souza PT | n/d    | PT        | 6.456   | 2,90%      |
| Martinho Nelson Ribeiro PDT          | n/d    | PDT       | 4.886   | 2,20%      |
| Francisco Dias de Oliva PDS          | n/d    | PDS       | 4.725   | 2,12%      |
| Danilo de Barros Fernandes PDT       | n/d    | PDT       | 2.545   | 1,14%      |
| Angelo José Vilchez Ramos PDS        | n/d    | PDT       | 1.894   | 0,85%      |
| Jamil Issa Filho PDT                 | n/d    | PDT       | 1.877   | 0,84%      |